# Margaret Fitzhugh Browne
Margaret Fitzhugh Browne (7 de junho de 1884 - 11 de janeiro de 1972) foi uma pintora norte-americana de retratos, cenas de gênero em ambientes internos e naturezas-mortas.

## Biografia
Browne foi a segunda filha de Cordelia Brooks Browne e James Maynadier Browne. Ela tinha três irmãs (Katherine, Brooks e Emily) e um irmão (Causten). Sua irmã mais velha, Katherine, ilustrou versos infantis escritos pelo segundo marido de sua mãe, David K. Stevens.
Browne se formou na Boston Latin School em 1903. Estudou, também, na Massachusetts Normal School de 1904 a 1909, sobre as orientações de Joseph DeCamp, o paisagista Richard Andrew e o teórico da cor Albert H. Munsell. Browne frequentou a Boston Museum School em 1909 e 1910, recebendo instruções de Edmund Tarbell e Frank Benson.